# موناکو در المپیک تابستانی ۲۰۲۴
کاروانی متشکل از ورزشکارانی از موناکو، یکی از هیئت‌های شرکت‌کننده در بازی‌های المپیک تابستانی ۲۰۲۴ بودند که از ۲۶ ژوئیهٔ ۲۰۲۴ تا ۱۱ اوت ۲۰۲۴ (۵ تا ۲۱ امرداد ۱۴۰۳ خورشیدی) به میزبانی پاریس، پایتخت فرانسه برگزار شد. این بیست و دومین حضور این کشور در بازی‌های المپیک تابستانی بود.
براساس گزارش کمیتهٔ ملی المپیک موناکو، تیم المپیک موناکو شامل پنج ورزشکار بود که در چهار رشتهٔ ورزشی به رقابت پرداختند. شناگران موناکویی، تئو درونه و لیزا پو پرچمداران کاروان ورزشکاران این کشور در مراسم افتتاحیه المپیک بودند.
در پایان این دوره از بازی‌ها، ورزشکاران موناکویی موفق به کسب هیچ مدالی نشدند و موناکو در رتبه‌بندی کلی المپیک جایی نداشت.

## شرکت‌کنندگان
در زیر فهرست شمار شرکت‌کنندگان در بازی‌ها آمده است.
| ورزش         | مردان | زنان | مجموع |
| ------------ | ----- | ---- | ----- |
| دو و میدانی  | ۰     | ۱    | ۱     |
| جودو         | ۱     | ۰    | ۱     |
| روئینگ       | ۱     | ۰    | ۱     |
| شنا          | ۱     | ۱    | ۲     |
| تنیس روی میز | ۰     | ۱    | ۱     |
| مجموع        | ۳     | ۳    | ۶     |

## دو و میدانی
موناکو یک دوندهٔ سرعتی را برای شرکت بازی‌های المپیک تابستانی ۲۰۲۴ به پاریس اعزام کرد.
کلید
- یادداشت–رتبه‌هایی که برای رویدادهای میدانی داده می‌شود فقط برای مسابقات مقدمی ورزشکار است
- Q = واجد شرایط برای دور بعدی
- q = واجد شرایط برای دور بعدی به‌عنوان سریعترین بازنده یا، در مسابقات میدانی، بر اساس موقعیت بدون دستیابی به هدف مورد نظر برای احراز شرایط
- NR = رکورد ملی
- ن/م = دور برای رویداد قابل اجرا نیست
- Bye = ورزشکار ملزم به شرکت در این دور نیست

رویدادهای مسیر و جاده
| ورزشکار            | رویداد       | مقدماتی | مقدماتی | یک چهارم نهایی | یک چهارم نهایی | نیمه‌نهایی | نیمه‌نهایی | فینال     | فینال     |
| ورزشکار            | رویداد       | نتیجه   | رتبه    | نتیجه          | رتبه           | نتیجه     | رتبه      | نتیجه     | رتبه      |
| ------------------ | ------------ | ------- | ------- | -------------- | -------------- | --------- | --------- | --------- | --------- |
| ماری-شارلوت گاستاد | ۱۰۰ متر زنان | ۱۲٫۴۱   | ۲۱ PB   | راه نیافت      | راه نیافت      | راه نیافت | راه نیافت | راه نیافت | راه نیافت |

## جودو
موناکو یک جودوکا را برای شرکت در رقابت‌های المپیک ۲۰۲۴ به پاریس اعزام کرد. ماروین گادیو از طریق سهمیه‌های فراگیری به این بازی‌ها راه یافت.
| ورزشکار      | رویداد             | یک سی و دوم | یک شانزدهم                | یک چهارم نهایی | نیمه‌نهایی   | فینال       | فینال     |
| ورزشکار      | رویداد             | نتیجه رقابت | نتیجه رقابت               | نتیجه رقابت    | نتیجه رقابت | نتیجه رقابت | رتبه      |
| ------------ | ------------------ | ----------- | ------------------------- | -------------- | ----------- | ----------- | --------- |
| ماروین گادیو | +۱۰۰ کیلوگرم مردان | استراحت     | گراندا (CUB) · باخت ۰۰–۱۰ | راه نیافت      | راه نیافت   | راه نیافت   | راه نیافت |

## روئینگ
یک قایق از موناکو صلاحیت حضور در رویدادهای قایقرانی تک‌نفرهٔ المپیک ۲۰۲۴ پاریس را کسب کرد. کوئنتین آنتوگنلی، که در المپیک ۲۰۲۰ نیز شرکت کرده بود، جایگاه خود را از به‌صورت مستقیم از طریق فرایند تخصیص سهمیه‌های فراگیری حفظ کرد.
| ورزشکار          | رویداد       | مقدماتی | مقدماتی | رپشاژ   | رپشاژ | یک چهارم نهایی | یک چهارم نهایی | نیمه‌نهایی | نیمه‌نهایی | فینال   | فینال |
| ورزشکار          | رویداد       | زمان    | رتبه    | زمان    | رتبه  | زمان           | رتبه           | زمان      | رتبه      | زمان    | رتبه  |
| ---------------- | ------------ | ------- | ------- | ------- | ----- | -------------- | -------------- | --------- | --------- | ------- | ----- |
| کوئنتین آنتوگنلی | تک‌نفره مردان | ۷:۰۲٫۱۵ | ۴ R     | ۷:۱۰٫۰۰ | ۱ QF  | ۶:۵۸٫۸۹        | ۵ SC/D         | ۷:۱۴٫۳۲   | ۵ FD      | ۶:۵۴٫۹۳ | ۱۹    |

شرح تعیین صلاحیت: FD=فینال D (بدون مدال)؛ SC/D=نیمه‌نمایی C/D; SE/F=نیمه‌نهایی E/F; QF=یک چهارم نهایی؛ R=رپشاژ

## شنا
شناگران اهل موناکو در رویدادهای زیر صلاحیت لازم برای ورود به المپیک ۲۰۲۴ پاریس را کسب کردند (حداکثر دو شناگر تحت رقابت تعیین‌شده و سهمیه‌های فراگیری:
| ورزشکار   | رویداد                     | مقدماتی | مقدماتی | نیمه‌نهایی | نیمه‌نهایی | فینال     | فینال     |
| ورزشکار   | رویداد                     | زمان    | رتبه    | زمان      | رتبه      | زمان      | رتبه      |
| --------- | -------------------------- | ------- | ------- | --------- | --------- | --------- | --------- |
| تئو درونه | ۸۰۰ متر فری‌استایل مردان    | ۸:۲۵٫۰۱ | ۳۱      | —         | —         | راه نیافت | راه نیافت |
| لیزا پو   | ۱۰ کیلومتر آب‌های آزاد زنان | —       | —       | —         | —         | ۲:۰۷:۰۵٫۴ | ۱۸        |

## تنیس روی میز
موناکو یک بازیکن تنیس روی میز را به المپیک ۲۰۲۴ پاریس اعزام کرد. یانگ شیائوشین به‌عنوان یک واجد شرایط با بالاترین رتبه در میان بازیکنان انفرادی از اروپا در رتبه‌بندی المپیک به بازی‌های المپیک ۲۰۲۴ راه یافت.
| ورزشکار       | رویداد       | مقدماتی     | یک شصت و چهارم           | یک سی و دوم | یک شانزدهم  | یک چهارم نهایی | نیمه‌نهایی   | Final / م‌ب  | Final / م‌ب |
| ورزشکار       | رویداد       | نتیجهٔ رقابت | نتیجهٔ رقابت              | نتیجهٔ رقابت | نتیجهٔ رقابت | نتیجهٔ رقابت    | نتیجهٔ رقابت | نتیجهٔ رقابت | رتبه       |
| ------------- | ------------ | ----------- | ------------------------ | ----------- | ----------- | -------------- | ----------- | ----------- | ---------- |
| یانگ شیائوشین | انفرادی زنان | —           | ماتلووا (CZE) · باخت ۲–۴ | راه نیافت   | راه نیافت   | راه نیافت      | راه نیافت   | راه نیافت   | راه نیافت  |